# Ново-Геранькино
Ново-Геранькино (чув. Илмӗрсел) — село в Борском районе Самарской области. Административно входит в сельское поселение Подгорное.

## География
Село расположено на реке Чувайка, притоке Кутулука на востоке Самарской области.

## Население
| 2010 |
| ---- |
| 367  |

## История
Чувашская деревня Геранькино возникла на землях борских казаков, «отставных вахмистров, сержантов, капралов и рядовых служащих» в 60—70-х годах XVIII века. В сентябре 1776 года в деревню Геранькино-Неприк Оренбургское духовное правление отправило священника Егора Антонова для строительства церкви. В 1777 году он писал правлению: «И та называемая деревня Геранькино вновь поселившихся из чуваш новокрещен близ Борской крепости его первосвященством наименовано селом Николаевкой». Один из жителей по имени Геранка подбивал народ не строить церковь, за что был бит плетьми «нещадно». Возможно, этот ярый язычник и был основателем деревни. Церковь всё-таки построили и 11 мая 1783 года деревянную церковь во имя Николая Чудотворца, сгоревшую в 1809 году и вновь возведённую в 1861 году, освятили. Отсюда второе название села — Николаевка.
Поблизости протекал (в то время полноводный) ручей, названный Неприком. От него село получило третье название: Геранькино-Николаевка-Неприк. К 1860-м годам последнее наименование вытеснило другие. Объясняется это тем, что рядом находились населённые пункты со схожими названиями: Алдаркино-Геранькино (во избежание путаницы ставшее Большим Алдаркино), Геранькино (ставшее Новым Геранькино) и Землянки-Николаевка.
- В 60—70-е гг. XVIII века шесть чувашских семей из села Яшашино Казанской губернии во главе с беглым крестьянином Герасимом основали село Новое-Геранькино.
- В 1862 году был построен молитвенный дом в честь Чудотворцев Космы и Дамиана. В 1865 году возвели холодную деревянную церковь с колокольней. В 1933 г. церковь закрыли и перестроили под Дом культуры.
- 1929 г. — в село приехал 25-тысячник — посланец московского пролетариата В. В. Лазаткин. Он стал первым председателем колхоза, так как он был из Бауманского района г. Москвы, колхоз назвали «Шеф Баумана».
- 1975 г. — объединение с колхозом села Подгорное.
- 1988 г. — построена школа на 108 учеников.